# Vyhnanci
Vyhnanci (anglicky Exiles) je jediná dochovaná divadelní hra Jamese Joyce. Sama o sobě není příliš známá, mluví se o ní zpravidla jen jako o součásti Joyceova díla.

## Osud hry
Je založená na povídce Nebožtíci z jeho povídkové sbírky Dubliňané. Byla psána v letech 1914–1918. Joyce ji nabízel k inscenaci v Abbey Theatre, nicméně jeho tehdejší dramaturg, básník a nositel Nobelovy ceny za literaturu William Butler Yeats hru odmítl. V roce 1918 byla vydána knižně, ale první větší inscenace se konala v roce 1970 v režii Harolda Pintera v Mermaid Theatre. Do češtiny byla hra přeložena Vladimírem Vařechou, česká premiéra se konala 18. listopadu 1994.

## Charakter hry
Vyhnanci jsou psáni v próze, zaměřené spíše na dialogy než na monology, patří spíše k naturalismu, jsou pod silným vlivem Ibsena. Hra je dosti autobiografická, převážně v postavě Richarda (nepříliš úspěšný spisovatel, který kdysi ujel s ženou do Itálie - stejně jako Joyce). Hlavním filozofickým tématem hry je nevěra, konkrétně rozdíl mezi nevěrou duchovní a fyzickou (obdobně si Joyce zapsal v poznámkách ke hře „Duše, nejinak než tělo, má možná panenství.“).

## Děj hry
Hra má tři jednání.
I. jednání – Neúspěšného spisovatele Richarda Rowena navštví Beatrice, učitelka hry na klavír, učící jeho syna a také sestřenice jeho přítele Roberta. Mluví s Richardem o svém vzájemném vztahu, o Richardově vztahu k rodičům (nepříliš šťastném). Vejde Robert, úspěšný novinář, chovající se poněkud cynicky, o chvilku později Richardova manželka Berta a jeho osmiletý syn Archie. Beatrice zahájí hodinu klavíru. Robert a Berta pak mluví o samotě. Robert se ji snaží svést, Berta k jeho snahám přistupuje pasivně, ale chladně, a nakonec se nechá políbit a domluví si s ním schůzku večer v bývalém společném bytě Roberta a Richarda. Když se Richard vrátí ze zahrady, mluví s Robertem o svém životě. Robert mu oznamuje, že rektor uvažuje o tom, že by Richardovi udělili katedru románských jazyků. Richard se k nabídce staví pesimisticky, ale kladně. Když Robert odejde, přijde k Richardovi jeho syn Archie a žádá ho, aby mohl ráno jet s mlékařem na jeho voze. Richard ho příliš neposlouchá, ale dovolí mu to. Pak k němu přijde Berta a řekne mu, jak jí Robert vyznával lásku a líbal ji. Řekne mu i o schůzce. Prohlásí, že kdyby Richard nechtěl, aby tam šla, nepůjde tam. Richard ji ale dovolí tam jít, protože se kdysi dohodli, že jí dává naprostou svobodu.
II. dějství – Robert čeká v bývalém společném bytě Richarda a Roberta na Bertu, ale přijde Richard. Sdělí mu, že o jejich vztahu ví. Richard ale klidně konstatuje, že nepožaduje po své ženě věrnost, zdůrazňuje jejich celoživotní přátelství, diskutují o povaze lásky, o tom, jak kdysi Richard utekl s Bertou (tehdy nevzdělanou a dost jednoduchou ženou) do Itálie. Robert je Richardovým přístupem dost rozrušen. Když přijde Berta, odejde na zahradu. Berta se tak setká jenom s Richardem, kterému vyčítá jeho žárlivost a pokrytectví, když zdůrazňuje svobodu své ženy a přitom žárlí, mluví o své lásce a Robertově lásce k Bertě, Richard odejde, Berta mluví s Robertem o Richardovi.
III. dějství – Služka Brigita brzy ráno jde kolem Bertina pokoje, vidí, že je vzhůru a dívá se na ulici. Je dost smutná. Archie pak jde za mlékařem, dámy ho s úsměvem pozorují, později přijde Beatrice, která Bertě přinese noviny, v nichž je Robertův medailon o Richardovi – zmiňuje se o něm jako o význačném Irovi, snaže se mu nějak odměnit za jeho přátelské jednání. Beatrice a Berta se spřátelí. Později přijde Richard, Berta mu vyčítá, že ji udělal nešťastnou a že je vrah žen (obdobně se Nora Barnacleová v dopisech vyjadřovala o Joyceovi samotném). Později přijde Richarda navštívit Robert, který mu sdělí, že odjíždí z Irska do Surrey. Richard mu poděkuje za článek, Robert a Richard mluví o svém přátelství, později se Archie vrátí od mlékaře a mluví o svých zážitcích, Robert koupí Archiemu dort a Berta s Richardem mluví o své lásce a věrnosti („nevěsta ve vyhnanství“).